# رادرفوردیم-۲۶۵
رادرفوردیم-۲۶۵ یکی از ایزوتوپ‌های رادرفوردیم است که نیمه‌عمری معادل ۱ دقیقه دارد و با شکافت خود به خودی تجزیه می‌شود.